# Hans Axel Lindgren
Hans Axel Lindgren, född 7 februari 1780 på Åleby, Ytterselö socken, Södermanlands län, död 9 april 1843 i Stockholm, var en svensk expeditionssekreterare, journalist och tidningsutgivare.
Hans Axel Lindgren var son till lantbrukaren Carl Lindgren. Han blev 1794 student vid Uppsala universitet och efter sina studier 1797 extraordinarie kanslist i krigsexpeditionen. Lindgren avancerade 1800 till kopist, 1808 till kanslist, 1809 till protokollsekreterare och var 1811-1816 förste expeditionssekreterare. Dåliga affärer tvingade honom dock att avgå från tjänsten och blev istället journalist, 1816-1817 som medarbetare i Anmärkaren och därefter blev därefter 1820-1838 utgivare av Granskaren. Tidningen var rojalistiskt inriktad och erhöll understöd från kungahuset för utgivandet. Tidningen erhöll från kungliga handsekretariatet önskemål om att ta in vissa artiklar och avstå från att behandla vissa ämnen. Trots det bar sig tidningen dåligt och 1831 gjorde han konkurs. Sedan Fäderneslandet startats skars understödet till Granskaren ned. Sedan Magnus Jacob Crusenstolpe 1837 bytt sida och gått över till liberalismen gjorde kungen genom Lindgren ett försök att muta honom till att upphöra med oppositionellt skriveri och i stället arbeta för kungahuset. Crusenstolpe behöll kontraktsförslaget och lät publicera det i Aftonbladet, något som kom att skada både kungahuset och Lindgrens rykte.